# 斯蒂格爾 (阿肯色州)
斯蒂格爾（英語：Stegall）是位於美國阿肯色州傑克遜縣的一個非建制地區。該地的面積和人口皆未知。

## 地理
斯蒂格爾的座標為35°36′26″N 91°08′24″W / 35.60722°N 91.14000°W，而該地的平均海拔高度為580米（即1890英尺）。